# Mario Balotelli
Mario Angelo Barwuah Balotelli (12. srpen 1990 Palermo, Itálie) je italský profesionální fotbalista ghanského původu, který hraje na pozici útočníka za italsky klub Janov. Mezi lety 2010 a 2018 odehrál také 36 zápasů v dresu italské reprezentace, ve kterých vstřelil 14 branek.
Měl potíže s disciplínou, za což bývá kritizován. Média mu dala přezdívku „Super Mario“. Jeho silnou disciplínou je mj. proměňování pokutových kopů.

## Přestupy
- z Lumezzane do Inter za 360 000 Euro
- z Inter do Manchester City za 29 500 000 Euro
- z Manchester City do Milán za 20 000 000 Euro
- z Milán do Liverpool za 20 000 000 Euro
- z Liverpool do Nice zadarmo
- z Nice do Olympique Marseille zadarmo
- z Olympique Marseille do Brescia zadarmo
- z Adana Demirspor do Sion za 2 620 000 Euro
- z Sion do Adana Demirspor zadarmo

## Kariéra

### Klubová

#### Inter
Fotbal začínal s fotbalem v týmu Monpiano, když mu bylo 5 let. Po neúspěšné zkoušce v Barceloně odešel v roce 2006 do Interu na hostování s opcí. První zápas v Serii A si odbyl ve věku 17 let 16. prosince 2007. O tři dny později vstřelil první branku v domácím poháru proti Regginně. V první sezoně odehrál celkem 15 utkání a vstřelil 7 branek. Pomohl získat titul a byl v domácím poháru nejlepším střelcem i když ve finále prohrál s Římem.
V následující sezoně musel poslouchat pokyny nového trenéra Mourinha, který jej kritizoval za nedostatek snahy při trénincích. Hned zkraje sezony slaví zisk domácího superpoháru. V listopadu 2008 vytvořil nový klubový rekord klubu, když se stal nejmladším hráčem, který vstřelil branku v Lize mistrů. Dne 5. března 2009 jej federální žalobce Stefano Palazzi obvinil, že během zápasu proti Římu o čtyři dny dříve, dělal urážlivá gesta směrem k soupeři (Christian Panucci). V dubnu 2009 se stal obětí rasistických pokřiků ultras Juventusu. Tahle událost vyvolala rozruch a vedla k úpravě pravidel FIGC, která dala rozhodčímu právo přerušit zápas, pokud by došlo k rasistickým postojům. Sezóna skončila dalším vítězstvím v lize, když vstřelil 8 branek.
Sezona 2009/10 byla pro něj osudová v dresu Nerazzurri. Celou sezonu dělal problémy i incidenty se spoluhráči a protihráči v lize. Největší incident byl s Tottim, když jej během zápasu v lize násilně kop. S klubem se dostal až do finále LM. I když do utkání nenastoupil, slavil vítězství 3:0 nad Bayernem. S Nerazzurri tak získal v sezoně tři trofeje. Kvůli jeho nezvladatelnému chování byl jeho odchod z klubu hotovou věcí. Celkem za tři roky odehrál 86 utkání a vstřelil 28 branek a získal 6 trofejí.

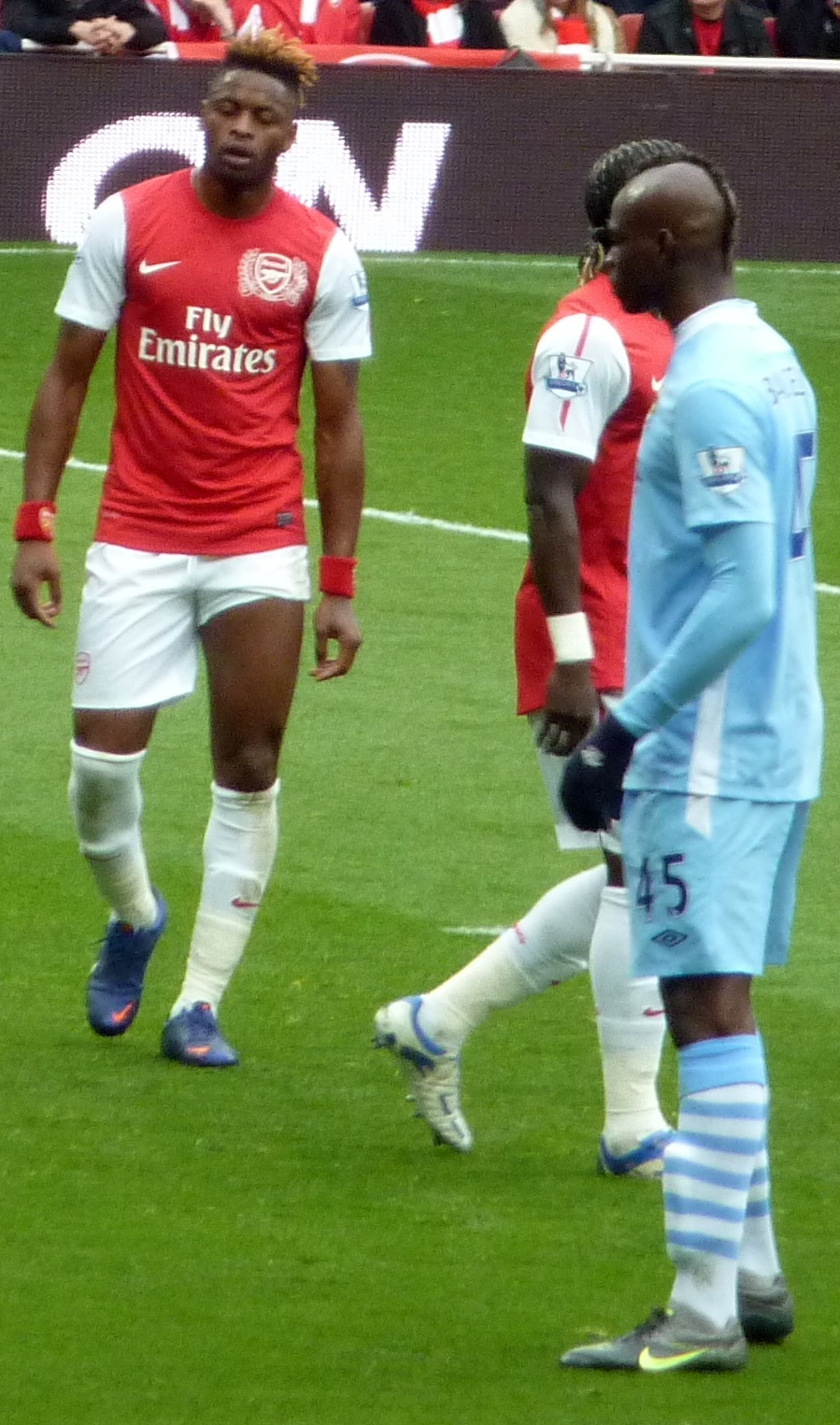
Mario Balotelli v modrém dresu Manchesteru City, vlevo kráčí Alex Song v červeném dresu Arsenalu FC.

#### Manchester City
Do týmu Citizens byl Mario Balotelli zakoupen v létě 2010 za částku kolem 24 miliónů liber šterlinků. Začal nastupovat s číslem 45. V Manchesteru se znovu setkal se svým bývalým trenérem z Interu Robertem Mancinim (toho v Interu vystřídal José Mourinho).
21. prosince 2010 získal Balotelli ocenění Golden Boy pro nejlepšího hráče do 21 let v Evropě, které uděluje deník Tuttosport. Zároveň prohlásil, že jen jeden bývalý držitel je „jen o trochu lepší než on“, tím jediným měl být konkrétně Lionel Messi. Hráči jako Wayne Rooney, Cesc Fabregas, Rafael van der Vaart, Sergio Agüero, Alexandre Pato, kteří v minulosti trofej získali, tedy dle jeho názoru za ním zaostávají. Mario také údajně nikdy neslyšel jméno Jacka Wilshera, který skončil v anketě na druhém místě. Ocenění Golden Boy bere jako předstupeň pro zisk prestižního Zlatého míče, jenž hodlá v budoucnu získat.
Přesně týden nato, 28. prosince 2010 vstřelil Balotelli svůj první hattrick jak za Manchester City, tak v Premier League a výrazně tak pomohl Citizens k výhře 4:0 nad Aston Villou.
8. dubna 2012 Balotelli potvrdil svou pověst problémového fotbalisty, když se v zápase proti Arsenalu, který Citizens prohráli 1:0, nechal po nepovedeném výkonu zbytečně vyloučit. Trenér Manchesteru City Roberto Mancini se nechal slyšet, že do konce sezony už Balotelliho nezařadí do sestavy a v letním přestupovém období je připraven jej prodat. Nicméně v dresu Manchesteru City v sezóně pokračoval a na konci slavil s mužstvem zisk mistrovského titulu.
Mario Balotelli dostal celkem 4 červené karty během svého dvouletého působení v Manchesteru City (platí po konci sezóny 2011/12). První uviděl 7. listopadu 2010 proti West Bromwich Albion, předtím vstřelil oba góly svého týmu, který skončil výsledkem 2:0. Druhou červenou obdržel 17. března 2011 v zápase s Dynamem Kyjev po 36 minutách (Manchester City vyhrál 1:0). Další červenou kartou byl vyprovozen ze hřiště 27. listopadu 2011 v utkání proti Liverpoolu (remíza 1:1). Balotelli v tomto zápase obdržel 2 žluté karty v rozmezí 18 minut. Čtvrtá červená karta je z výše zmiňovaného utkání 8. dubna proti Arsenalu.

#### Milán
V lednu 2013 přestoupil za 22 mil. eur do italského klubu AC Milán, kde podepsal smlouvu do roku 2017. Ve slavném italském klubu zažil raketový nástup. Poprvé hrál za AC Milan v přípravném zápase 31. ledna 2013 proti týmu z italské 5. ligy Darfo Boario. Nastoupil do druhého poločasu, vstřelil 1 gól a na další dva přihrál spoluhráči z reprezentace Stephanu El Shaarawy. 3. února 2013 Balotelli debutoval v italské lize a zařídil dvěma góly vítězství 2:1 nad hostujícím Udinese Calcio. Druhý gól vstřelil z pokutového kopu. Ve svém druhém zápase za AC Milan ve 24. kole Serie A se také střelecky prosadil, v 82. minutě vyrovnával z pokutového kopu proti domácímu celku Cagliari Calcio na konečných 1:1. 15. února (25. ligové kolo) se podílel vítězným gólem na výhře AC Milan nad Parmou 2:1. Byl to jeho čtvrtý gól během úvodních tří zápasů. Pátý gól přidal 8. března ve 28. ligovém kole proti domácímu FC Janov, Milán zvítězil 2:0. Ve 29. kole Serie A zařídil dvěma góly vítězství 2:0 nad hostujícím Palermem, přičemž první gól dal z pokutového kopu. 7. dubna 2013 dostal trest zákazu startu ve třech utkáních (proti SSC Neapol, Juventusu a Catanii) za napadení asistenta rozhodčího po zápase na půdě Fiorentiny (remíza 2:2) a za žlutou kartu, která automaticky znamenala stop pro další utkání (byla totiž už čtvrtá v tomto ročníku). V posledním kole Serie A 2012/13 19. května 2013 v posledním ligovém kole gólem z kontroverzního pokutového kopu v 84. minutě vyrovnával na průběžných 1:1 proti domácí Sieně, AC Milán nakonec zvítězil 2:1 a se 72 body si pojistil třetí místo a postup do předkola Ligy mistrů na úkor dotírající Fiorentiny. Svůj neúplný ligový ročník v Itálii Balotelli zakončil s výbornou bilancí 12 gólů ve 13 zápasech.
22. září 2013 v ligovém souboji proti SSC Neapol (prohra Milána 1:2) přišel hráčův další zkrat, z něhož neměl nejmenší radost trenér AC Massimiliano Allegri. Balotelli sice v zápase skóroval, neproměnil však nařízený pokutový kop (byla to mimochodem jeho první neproměněná penalta v kariéře, předtím proměnil 21 penalt v řadě) a po závěrečném hvizdu obdržel druhou žlutou kartu a následně červenou za inzultaci rozhodčího. Disciplinární komise mu vyměřila třízápasový trest.

#### Liverpool
25. 8. 2014 byl potvrzen jeho přestup za 16 milionů liber do anglického klubu Liverpool FC, kde měl nahradit nejlepšího střelce Premier League 2013/14 Luise Suáreze, který odešel do katalánské Barcelony. Debutoval v utkání 3. kola Premier League 2014/15 proti domácímu Tottenham Hotspur FC, strávil na hřišti 61 minut. Liverpool vyhrál 3:0. V úvodu angažmá byl neproduktivní a jeho výkony se dostaly pod palbu médií a bývalých hráčů Liverpoolu.

#### Milán (hostování)
V Liverpoolu se Balotelli nebyl schopen prosadit a v srpnu 2015 odešel na hostování do AC Milán. Součástí smlouvy byla i klauzule přikazující mu zpřísněný režim (např. zákaz kouření, pití alkoholu, extravagantních účesů a oděvů, návštěv nočních klubů atp.).

#### Nice
Trenér Liverpoolu Jurgen Klopp jej vyřadil před sezónou 2016/17 z kádru a Balotellimu agent Mino Raiola hledal nové angažmá. Vybrali OGC Nice. Přestoupil jako volný hráč a podepsal smlouvu na jeden rok.

### Reprezentační

#### U21
Mario Balotelli nemohl nastoupit za mládežnické výběry Itálie U15 a U17, neboť byl stále považován za ghanského imigranta. Hráč odmítl nabídku Ghany k reprezentaci této africké země. Deklaroval touhu hrát za Itálii, až dostane italský pas.
Trenér italského fotbalového mužstva do 21 let Pierluigi Casiraghi o Balotelliho stál, když bylo Mariovi konečně 13. srpna uděleno italské občanství, povolal jej 29. srpna do týmu "Azzurrini" (italská reprezentační jedenadvacítka) pro zápasy s Řeckem a Chorvatskem. Hned při svém debutu 5. září 2008 proti Řecku vstřelil Mario Balotelli gól a zajistil tak Itálii remízu 1:1.
Hráč byl nominován do 23členného kádru Itálie pro Mistrovství Evropy ve fotbale hráčů do 21 let v roce 2009 a vstřelil první gól zápasu proti pořadatelské zemi Švédsku ve 23. minutě. O 15 minut později dostal červenou kartu za oplácení a musel opustit hřiště (Itálie přesto vyhrála 2:1).

#### A-mužstvo
10. srpna 2010 debutoval Mario Balotelli pod novým koučem Cesare Prandellim za italský seniorský tým v přátelském utkání proti Pobřeží slonoviny – prvním od MS 2010, kde Itálie skončila na posledním místě základní skupiny F s pouhými 2 body za Paraguayí, Slovenskem a Novým Zélandem. Balotelli nastoupil do zápasu společně s dalšími debutanty Salvatorem Sirigu (brankář), Cristianem Molinarem (obránce) a Amaurim (útočník), porážce 0:1 však nezabránil.
11. listopadu 2011 vstřelil Mario Balotelli svůj první gól v dresu italského A-mužstva proti Polsku na Městském stadionu ve Vratislavi (Itálie vyhrála 2:0) a stal se tak prvním italským hráčem tmavé pleti, kterému se to podařilo. V kvalifikačním cyklu na MS 2014 v Brazílii zařídil 26. března 2013 dvěma góly vítězství nad domácí Maltou 2:0. 7. června 2013 sváděl souboje s obranou domácího českého týmu v dalším kvalifikačním utkání, ale výrazněji se neprosadil a nakonec byl vyloučen. Zápas skončil remízou 0:0.
V červnu 2013 se zúčastnil Konfederačního poháru FIFA 2013 konaného v Brazílii. Na turnaji vstřelil dva góly, jeden v utkání proti Mexiku (vítězný na konečných 2:1 pro Itálii) a druhý v zápase proti Japonsku (výhra 4:3). V zápase s Brazílií se zranil a záhy odcestoval domů. 10. září 2013 vstřelil vítězný gól v domácím kvalifikačním utkání proti České republice, Itálie zvítězila 2:1 a definitivně si zajistila přímý postup na Mistrovství světa 2014 v Brazílii. Celkem v kvalifikaci na MS 2014 nastřílel 5 gólů, nejvíce ze všech střelců skupiny B.

##### EURO 2012
Mario Balotelli se zúčastnil Mistrovství Evropy ve fotbale 2012 a nastoupil v základní sestavě hned v prvním utkání základní skupiny C 10. června 2012 a zároveň šlágru skupiny proti favoritovi celého šampionátu Španělsku (remíza 1:1). Ve 37. minutě dostal žlutou kartu. V 53. minutě obral o míč Sergia Ramose a běžel sám na bránu, potom ale nepochopitelně zpomalil, Ramos jej dostihl a míč mu čistě vypíchl. Trenér Prandelli jej vzápětí v 57. minutě vystřídal, na hřiště šel Antonio Di Natale.

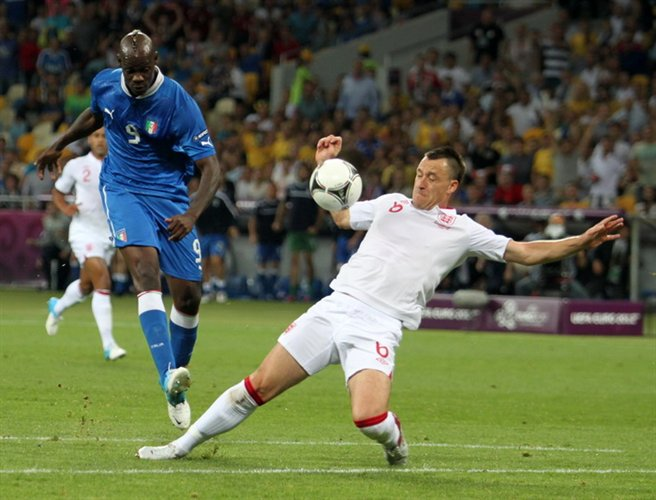
Mario Balotelli v modrém dresu Itálie v souboji s anglickým obráncem Johnem Terry ve čtvrtfinále EURA 2012.

Ve druhém utkání proti Chorvatsku byl Mario Balotelli aktivnější, po faulu na něj v 39. minutě vstřelil Andrea Pirlo gól na 1:0 z přímého kopu. I v tomto utkání střídal Di Natale Balotelliho, tentokrát v 70. minutě, Chorvaté stihli vyrovnat na konečných 1:1.
Poprvé na turnaji skóroval v utkání proti Irsku (výhra Itálie 2:0, Balotelli dával druhý gól), kde poprvé nenastoupil v základní sestavě, nýbrž střídal v 74. minutě Di Nataleho. V 90. minutě se trefil do sítě v krkolomné pozici, ačkoli byl těsně střežen irským obráncem O´Sheem. Zatímco jeho spoluhráči běželi po závěrečném hvizdu na lavičku zjišťovat výsledek druhého utkání Španělsko – Chorvatsko (Itálie neměla ještě jistý postup ze základní skupiny a její postup závisel na výsledku tohoto druhého utkání), Mario Balotelli se vydal za irským brankářem a svým bývalým spoluhráčem z Manchesteru City Shayem Givenem, aby si vyměnil dres.

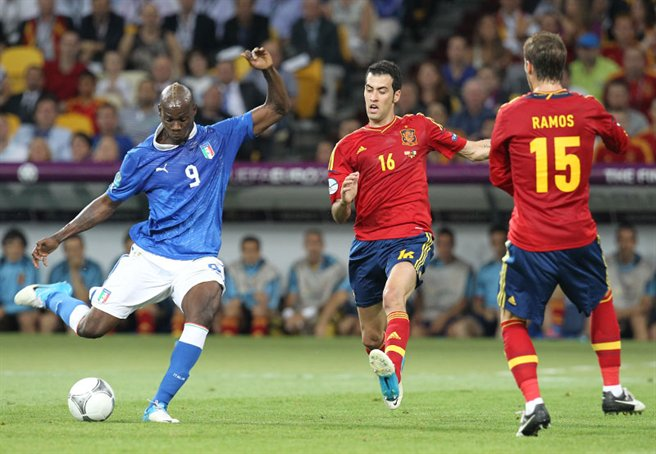
Mario Balotelli střílí na španělskou bránu, zabránit se mu snaží obránce Sergio Ramos a záložník Sergio Busquets (dres č. 16) ve finále EURA 2012.

Ve čtvrtfinále se střetla Itálie s Anglií, a přestože měla většinu zápasu převahu, nedokázali se její hráči střelecky prosadit a utkání dospělo po prodloužení a výsledku 0:0 do penaltového rozstřelu. Jako první kopal hráč Itálie, konkrétně Mario Balotelli a důležitou penaltu proměnil. Situace byla pikantní v tom, že branku Anglie hájil jeho klubový spoluhráč z Manchesteru City Joe Hart. Itálie nakonec penaltový rozstřel zvládla poměrem 4:2 a postoupila do semifinále Mistrovství Evropy. Mario Balotelli odehrál celý zápas.
V semifinále turnaje vsítil 2 góly v prvním poločase zápasu s Německem a výrazně se tak podílel na postupu Itálie do finále (utkání skončilo vítězstvím země z Apeninského poloostrova 2:1). Při prvním gólu se ve 20. minutě na levé straně uvolnil mezi dvěma německými hráči Antonio Cassano a odcentroval do pokutového území, kde si Balotelli našel prostor, předskočil německého obránce a hlavičkou zavěsil. Ve 36. minutě nevyšla Němcům ofsajdová past, Riccardo Montolivo vyslal na italského útočníka dlouhý pas, Mario Balotelli si jej zpracoval a měl dost času přesně vystřelit do pravého horního rohu Neuerovy brány. Po druhém gólu si ostentativně svlékl dres, za což obdržel od francouzského rozhodčího Lannoye žlutou kartu. V 70. minutě jej trenér Cesare Prandelli stáhl ze hřiště a poslal místo něj Antonia Di Natale.
Ve finále Mistrovství Evropy ve fotbale 2012 odehrál proti Španělsku celé utkání, střelecky se ale neprosadil a jeho tým prohrál 0:4.
Během zápasu s Chorvatskem byl Mario Balotelli terčem rasistických útoků chorvatských fanoušků, což vedlo orgány UEFA k udělení pokuty 80 000 € chorvatskému fotbalovému svazu. Se třemi vstřelenými brankami byl v šestici nejlepších střelců šampionátu (mimo něj ještě Mario Gómez, Mario Mandžukić, Cristiano Ronaldo, Alan Dzagojev, Fernando Torres).

##### Mistrovství světa 2014
Zúčastnil se Mistrovství světa 2014 v Brazílii, kde Itálie nepostoupila ze základní skupiny D. V prvním zápase v základní skupině D proti Anglii (výhra 2:1) vstřelil vítězný gól.

## Statistika

### Klubová
| Sezóna                    | Klub                      | Liga                      | Liga   | Liga | Ligové poháry | Ligové poháry | Ligové poháry | Kontinentální poháry | Kontinentální poháry | Kontinentální poháry | Celkem | Celkem |
| Sezóna                    | Klub                      | Soutěž                    | Zápasy | Góly | Soutěž        | Zápasy        | Góly          | Soutěž               | Zápasy               | Góly                 | Zápasy | Góly   |
| ------------------------- | ------------------------- | ------------------------- | ------ | ---- | ------------- | ------------- | ------------- | -------------------- | -------------------- | -------------------- | ------ | ------ |
| 2005/06                   | Lumezzane                 | Serie C1                  | 2      | 0    | -             | 0             | 0             | -                    | 0                    | 0                    | 2      | 0      |
| 2007/08                   | Inter                     | Serie A                   | 11     | 3    | IP+IS         | 4+0           | 4             | LM                   | 0                    | 0                    | 15     | 7      |
| 2008/09                   | Inter                     | Serie A                   | 22     | 8    | IP+IS         | 2+1           | 0+1           | LM                   | 6                    | 1                    | 31     | 10     |
| 2009/10                   | Inter                     | Serie A                   | 26     | 9    | IP+IS         | 5+1           | 1+0           | LM                   | 8                    | 1                    | 40     | 11     |
| Celkem za Inter           | Celkem za Inter           | Celkem za Inter           | 59     | 20   | -             | 13            | 6             | -                    | 14                   | 2                    | 86     | 28     |
| 2010/11                   | Manchester City           | Premier League            | 17     | 6    | AP+ALP        | 5+0           | 1             | EL                   | 6                    | 3                    | 28     | 10     |
| 2011/12                   | Manchester City           | Premier League            | 23     | 13   | AP+ALP+AS     | 0+2+1         | 0+1+0         | LM+EL                | 3+3                  | 2+1                  | 32     | 17     |
| 2012/13                   | Manchester City           | Premier League            | 14     | 1    | AP+ALP+AS     | 1+1+0         | 0+1+0         | LM                   | 4                    | 1                    | 20     | 3      |
| Celkem za Manchester City | Celkem za Manchester City | Celkem za Manchester City | 54     | 20   | -             | 10            | 3             | -                    | 16                   | 7                    | 80     | 30     |
| 2013                      | Milán                     | Serie A                   | 13     | 12   | IP            | 0             | 0             | -                    | 0                    | 0                    | 13     | 12     |
| 2013/14                   | Milán                     | Serie A                   | 30     | 14   | IP            | 1             | 1             | LM                   | 10                   | 3                    | 41     | 18     |
| 2014/15                   | Liverpool                 | Premier League            | 16     | 1    | AP+ALP        | 4+3           | 0+1           | LM+EL                | 3+2                  | 1+1                  | 28     | 4      |
| 2015/16                   | Milán                     | Serie A                   | 20     | 1    | IP            | 3             | 2             | -                    | 0                    | 0                    | 23     | 3      |
| Celkem za Milán           | Celkem za Milán           | Celkem za Milán           | 63     | 27   | -             | 4             | 3             | -                    | 10                   | 3                    | 77     | 33     |
| 2016/17                   | Nice                      | Ligue 1                   | 23     | 15   | FP+FLP        | 0+1           | 1             | EL                   | 4                    | 1                    | 28     | 17     |
| 2017/18                   | Nice                      | Ligue 1                   | 28     | 18   | FP+FLP        | 0+1           | 1             | LM+EL                | 2+7                  | 1+6                  | 38     | 26     |
| 2018/19                   | Nice                      | Ligue 1                   | 10     | 0    | FP+FLP        | 0+0           | 0             | -                    | 0                    | 0                    | 10     | 0      |
| Celkem za Nice            | Celkem za Nice            | Celkem za Nice            | 61     | 33   | -             | 2             | 3             | -                    | 13                   | 8                    | 76     | 43     |
| 2019                      | Olympique Marseille       | Ligue 1                   | 15     | 8    | -             | 0             | 0             | -                    | 0                    | 0                    | 15     | 8      |
| 2019/20                   | Brescia                   | Serie A                   | 19     | 5    | IP            | 0             | 0             | -                    | 0                    | 0                    | 19     | 5      |
| 2020/21                   | Monza                     | Serie B                   | 12+2   | 5+1  | IP            | 0             | 0             | -                    | 0                    | 0                    | 14     | 6      |
| 2021/22                   | Adana Demirspor           | Süper Lig                 | 31     | 18   | TP            | 2             | 1             | -                    | 0                    | 0                    | 33     | 19     |
| srpen 2022                | Adana Demirspor           | Süper Lig                 | 2      | 0    | TP            | 0             | 0             | -                    | 0                    | 0                    | 2      | 0      |
| 2022/23                   | Sion                      | Super League              | 18     | 6    | ŠP            | 1             | 0             | -                    | 0                    | 0                    | 19     | 6      |
| 2023/24                   | Adana Demirspor           | Süper Lig                 | 16     | 7    | TP            | 0             | 0             | EKL                  | 0                    | 0                    | 16     | 7      |
| Celkem za Adana Demirspor | Celkem za Adana Demirspor | Celkem za Adana Demirspor | 49     | 25   | -             | 2             | 1             | -                    | 0                    | 0                    | 51     | 26     |
| 2024/25                   | Janov                     | Serie A                   | ?      | ?    | -             | 0             | 0             | -                    | 0                    | 0                    | ?      | ?      |
| Celkově                   | Celkově                   | Celkově                   | 370    | 151  | -             | 39            | 16            | -                    | 58                   | 22                   | 467    | 189    |

### Reprezentační

#### Statistika na velkých turnajích
| Reprezentace | Rok     | Zápasy             | Zápasy | Zápasy     | Zápasy           | Zápasy           | Zápasy            |
| Reprezentace | Rok     | Fáze turnaje       | Datum  | Soupeř     | Odehraných minut | Vstřelené branky | Výsledek          |
| ------------ | ------- | ------------------ | ------ | ---------- | ---------------- | ---------------- | ----------------- |
| Itálie       | ME 2012 | 1 zápas ve skupině | 10. 6. | Španělsko  | 57               | 0                | 1:1               |
| Itálie       | ME 2012 | 2 zápas ve skupině | 14. 6. | Chorvatsko | 69               | 0                | 1:1               |
| Itálie       | ME 2012 | 3 zápas ve skupině | 18. 6. | Irsko      | 15               | 1                | 1:1               |
| Itálie       | ME 2012 | Čtvrtfinále        | 24. 6. | Anglie     | 120              | 0                | 0:0 (4:2 na pen.) |
| Itálie       | ME 2012 | Semifinále         | 28. 6. | Německo    | 70               | 2                | 2:1               |
| Itálie       | ME 2012 | Finále             | 1. 7.  | Španělsko  | 90               | 0                | 0:4               |
| Itálie       | MS 2014 | 1 zápas ve skupině | 15. 6. | Anglie     | 73               | 1                | 2:1               |
| Itálie       | MS 2014 | 2 zápas ve skupině | 20. 6. | Kostarika  | 90               | 0                | 0:1               |
| Itálie       | MS 2014 | 3 zápas ve skupině | 24. 6. | Uruguay    | 45               | 0                | 0:1               |

#### Reprezentační branky
| Gól | Datum        | Stadion                                       | Soupeř         | Skóre | Výsledek | Soutěž                       |
| --- | ------------ | --------------------------------------------- | -------------- | ----- | -------- | ---------------------------- |
| 010 | 11. 11. 2011 | Městský stadion, Vratislav, Polsko            | Polsko         | 0:1   | 0:2      | Přátelské utkání             |
| 02  | 18. 6. 2012  | Městský stadion, Poznaň, Polsko               | Irsko          | 2:1   | 2:0      | ME 2012 – skupina            |
| 03  | 28. 6. 2012  | Nárosní stadion, Varšava, Polsko              | Německo        | 0:1   | 1:2      | ME 2012 – semifinále         |
| 04  | 28. 6. 2012  | Národní stadion, Varšava, Polsko              | Německo        | 0:2   | 1:2      | ME 2012 – semifinále         |
| 05  | 16. 10. 2012 | Stadio Giuseppe Meazza, Milán, Itálie         | Dánsko         | 3:1   | 3:1      | kvalifikace na MS 2014       |
| 060 | 21. 3. 2013  | Stade de Genève, Ženeva, Švýcarsko            | Brazílie       | 2:2   | 2:2      | Přátelské utkání             |
| 07  | 26. 3. 2013  | Národní stadion Ta' Qali, Ta' Qali, Malta     | Malta          | 0:1   | 0:2      | kvalifikace na MS 2014       |
| 08  | 26. 3. 2013  | Národní stadion Ta' Qali, Ta' Qali, Malta     | Malta          | 0:2   | 0:2      | kvalifikace na MS 2014       |
| 09  | 16. 6. 2013  | Estádio do Maracanã, Rio de Janeiro, Brazílie | Mexiko         | 1:2   | 1:2      | Konfederační pohár FIFA 2013 |
| 010 | 19. 6. 2013  | Itaipava Arena Pernambuco, Recife, Brazílie   | Japonsko       | 3:2   | 4:3      | Konfederační pohár FIFA 2013 |
| 011 | 10. 9. 2013  | Juventus Stadium, Turín, Itálie               | Česko          | 2:1   | 2:1      | kvalifikace na MS 2014       |
| 012 | 15. 10. 2013 | Stadio San Paolo, Neapol, Itálie              | Arménie        | 2:2   | 2:2      | kvalifikace na MS 2014       |
| 013 | 14. 6. 2014  | Arena da Amazônia, Manaus, Brazílie           | Anglie         | 1:2   | 1:2      | MS 2014 – skupina            |
| 014 | 28. 5. 2018  | Kybunpark, St. Gallen, Švýcarsko              | Saúdská Arábie | 1:0   | 2:1      | Přátelské utkání             |

## Úspěchy

### Klubové

#### Národní
- vítěz  Italské ligy (3x)

Inter: 2007/08, 2008/09, 2009/10
- vítěz  Anglické ligy (1x)

Manchester City: 2011/12
- vítěz  Italského poháru (1x)

Inter: 2009/10
- vítěz  Anglického poháru (1x)

Manchester City: 2010/11
- vítěz  Italského superpoháru (1x)

Inter: 2008
- vítěz  Anglického superpoháru (1x)

Manchester City: 2012

#### Kontinentální
- vítěz  Ligy mistrů UEFA (1x)

Inter: 2009/10

### Reprezentační
- 1× na MS (2014)
- 1× na ME (2012 – stříbro)
- 1x na ME 21 (2009 – bronz)
- 1× na konfederačním poháru (2013 – bronz)

### Individuální
- Golden Boy – 2010
- All Stars Team ME (2012)
- Tým roku Serie A – 2012/13[60]
- Hráč měsíce Ligue 1 podle UNFP – březen 2019[61]

## Charitativní činnost
Mario Balotelli podporuje velkou částí svých příjmů charitativní projekty, které pomáhají dětem v Africe. Jeho bývalá přítelkyně Tabby Town prohlásila v roce 2013 v rozhovoru pro britský deník The Mirror, že Balotelli věnuje na dobročinné účely téměř polovinu svého platu. Fotbalista také působil jako tvář televizní a tiskové kampaně na podporu stavby školy v Jižním Súdánu. Balotelli k tomu v rozhovoru pro magazín France Footbal v roce 2012 řekl, že ho k tomu vede hlavně vlastní životní zkušenost člověka, který se v dětství ocitl v Ghaně bez rodičů a po své adopci čelí celý život rasismu.